# Пьерне, Габриэль
Анри Констан Габриель Пьерне́ (фр. Henri Constant Gabriel Pierné; 16 августа 1863, Мец — 17 июля 1937, Плужан, департамент Финистер) — французский органист, композитор и дирижёр.

## Биография
Габриель Пьерне был сыном музыкантов: его отец преподавал фортепиано, а мать — пение. Поступив в Парижскую консерваторию, он учился у Альбера Лавиньяка, Сезара Франка, Жюля Массне; соучеником Пьерне был Клод Дебюсси, тесные творческие связи с которым он сохранил на всю жизнь. В конце 1870-80 годов, наряду с Венсаном д’Энди, Эрнестом Шоссоном, Анри Дюпарком и другими, являлся активным членом так называемого кружка музыкантов Франка, окружавшей маститого мэтра в последние годы его жизни. В 1882 г., ещё студентом, был удостоен второй Римской премии.
В 1890-е гг. выступал как органист, заняв в 1890 г., вместо своего умершего учителя Сезара Франка, должность органиста парижской церкви Святой Клотильды. Начиная с 1900-х гг., основной становится его карьера дирижёра. В 1903 поступил вторым дирижёром в Оркестр Колонна, а после смерти основателя оркестра Эдуара Колонна (1910) возглавил оркестр (до 1934 г.). Продолжал курс на исполнение самой современной музыки, не отказываясь даже от самых радикальных сочинений, — так, исполнение оркестром под управлением Пьерне Второй сюиты Дариуса Мийо вызвало резкое недовольство его старого друга Камиля Сен-Санса. Для Русских балетов Сергея Дягилева дирижировал премьерой балета Игоря Стравинского «Жар-птица» (25 июня 1910); среди других важных премьер Пьерне-дирижёра — Третья симфония Джордже Энеску (1921).
Сочиняя музыку с 12-летнего возраста, Пьерне оставил целый ряд камерных и симфонических произведений, а также несколько опер и балетов. Однако его собственные композиции всегда в большей или меньшей степени оказывались в тени его работы как дирижёра.

## Основные произведения
- Пятнадцать пьес для фортепиано (1883)
- Пьеса для фортепиано и гобоя соль минор (1883)
- Концерт для фортепиано с оркестром (1887)
- Канцонетта для кларнета и фортепиано (op. 19; 1888)
- Концерт для фортепиано с оркестром (op. 12, до минор; 1890)
- Балеты «Сапфировое колье» (фр. Le Collier de saphirs; 1891), «Золотой бутон» (фр. Bouton d'Or; 1895) и др.
- Sonata da Camera для флейты, виолончели и фортепиано
- Соната для скрипки и фортепиано (1900)
- Комическая опера в трёх актах «Дочь Табарена» (фр. La Fille de Tabarin; 1901)
- Оратория «Крестовый поход детей» (фр. La Croisade des Enfants), по Марселю Швобу (1902)
- Концертштюк для арфы с оркестром (1903)
- Музыка к пьесе Пьера Лоти «Рамунчо» (1908)
- Оратория «Ночь на Рождество 1870»
- Комическая опера в трёх актах «С любовью не шутят» (фр. On ne badine pas avec l’amour; 1910)
- Оратория «Святой Франциск Ассизский» (1912)
- Соната для виолончели и фортепиано (1919)
- Баскская фантазия (фр. La Fantaisie basque) для скрипки с оркестром (1927, посвящена первому исполнителю Жаку Тибо)
- Комическая опера «Софи Арну» (1927), посвящена Мадлен Софи Арну
- Одноактная опера «Дорога любви» (фр. Le Chemin de l'Amour)
- Трёхактная опера «Дон Луис»
- Комическая опера в трёх актах «Фрагонар» (1934)

## Признание
Член Академии изящных искусств (1924), кавалер ордена Почётного легиона (1924).